# Semljansk
Semljansk (russisch Землянск) ist ein Dorf (ehemalige Stadt) in der Oblast Woronesch (Russland) mit 3043 Einwohnern (Stand 14. Oktober 2010).

## Geographie
Das Dorf liegt im Waldsteppengebiet des südwestlichen Zentralrusslands, gut 40 km Luftlinie nordwestlich des Zentrums der Oblasthauptstadt Woronesch. Sie liegt am Zusammenfluss der kleinen Wasserläufe Serebrjanka und Semljanka; die Serebrjanka mündet einige Kilometer südlich in den rechten Don-Nebenfluss Weduga.
Semljansk gehört zum Rajon Semiluki und ist von dessen Verwaltungszentrum Semiluki etwa 30 km in nordnordwestlicher Richtung entfernt. Das Dorf ist Zentrum der Landgemeinde Semljanskoje selskoje posselenije, zu der vier weitere, wenige Kilometer entfernte Ortschaften gehören: die Weiler Bystrik (südöstlich), Golowischtsche (nordwestlich) und Sazepnoje (westlich) sowie das Dorf Serebrjanka (südlich).

## Geschichte
Die Geschichte von Semljansk beginnt 1657, als Zar Alexei I. befahl, dort eine Militärsiedlung zu errichten, in der zunächst außer Dienst gestellte und aus Kleinrussland umgesiedelte Soldaten lebten. Bereits ab 1663 wurde der Ort als Stadt bezeichnet; in den Folgejahren wurde er mit einer hölzernen Mauer und Stadtgraben umgeben. Bei der Aufteilung des Reiches in Gouvernements im 18. Jahrhundert kam Semljansk zum Gouvernement Woronesch und wurde Verwaltungszentrum eines Ujesds.
In der sowjetischen Periode verlor Semljansk, dessen Entwicklung bereits seit dem frühen 19. Jahrhundert stagnierte, im Rahmen einer Verwaltungsreform 1928 den Stadtstatus, wurde aber Verwaltungssitz eines gleichnamigen Rajons. Während des Deutsch-Sowjetischen Krieges war Semljansk vom 5. Juli 1942 bis zum 27. Januar 1943 von der deutschen Wehrmacht besetzt.
1963 verlor der Ort mit Anschluss des Rajons an den Rajon Semiluki seine Verwaltungsfunktion. Die Einwohnerzahl von Semljansk ist zwar nach dem Zweiten Weltkrieg zunächst wieder gestiegen, lag aber beständig noch unter der des späten 18. Jahrhunderts.

### Bevölkerungsentwicklung
| Jahr | Einwohner |
| ---- | --------- |
| 1786 | 3890      |
| 1897 | 5333      |
| 1939 | 1207      |
| 1959 | 1186      |
| 2002 | 3155      |
| 2010 | 3043      |

Anmerkung: ab 1897 Volkszählungsdaten

## Sehenswürdigkeiten
In Semljansk ist die Nikolai-Kirche (церковь Николая Чудотворца, zerkow Nikolaja Tschudotworza) von 1794 erhalten, die an Stelle eines hölzernen Vorgängerbaus von 1770 entstand.

## Söhne des Ortes
- Wladimir Bachmetjew (1885–1963), Schriftsteller, Publizist und Literaturkritiker
- Ilja Schatrow (1879–1952), Militärmusiker und Komponist
- Jewgeni Sepp (1878–1957), Neurologe, Akademiemitglied

## Wirtschaft und Infrastruktur
In Semljansk gibt es einige Betriebe zur Verarbeitung der im umliegenden Landwirtschaftsgebiet erzeugten Produkte. Es besteht Straßenverbindung von Woronesch über Semiluki, das nördlich umgangen wird. Die Straße führt weiter in den nordwestlichen Teil des Rajons sowie der Oblast und in den Rajon Kastornoje der benachbarten Oblast Kursk.